# Rey refresco
El refresco Rey fue un refresco creado por Juan José Gutiérrez en la ciudad de Oaxaca. Fue el primer refresco en tener presencia y volverse reconocido en el estado de Chiapas. Existía en diferentes presentaciones como: tamarindo, mandarina, piña, toronja, durazno y manzana.

## Desaparición
Rey fue vendida por sus dueños en 1998, en 2006 fue comprada por Pepsi Co quien disminuyó la producción de la bebida oaxaqueña hasta hacerla desaparecer.